# Kemnath
Kemnath är en stad i Landkreis Tirschenreuth i Regierungsbezirk Oberpfalz i förbundslandet Bayern i Tyskland.
Staden ingår i kommunalförbundet Kemnath tillsammans med kommunen Kastl.